# Huta (dolina)

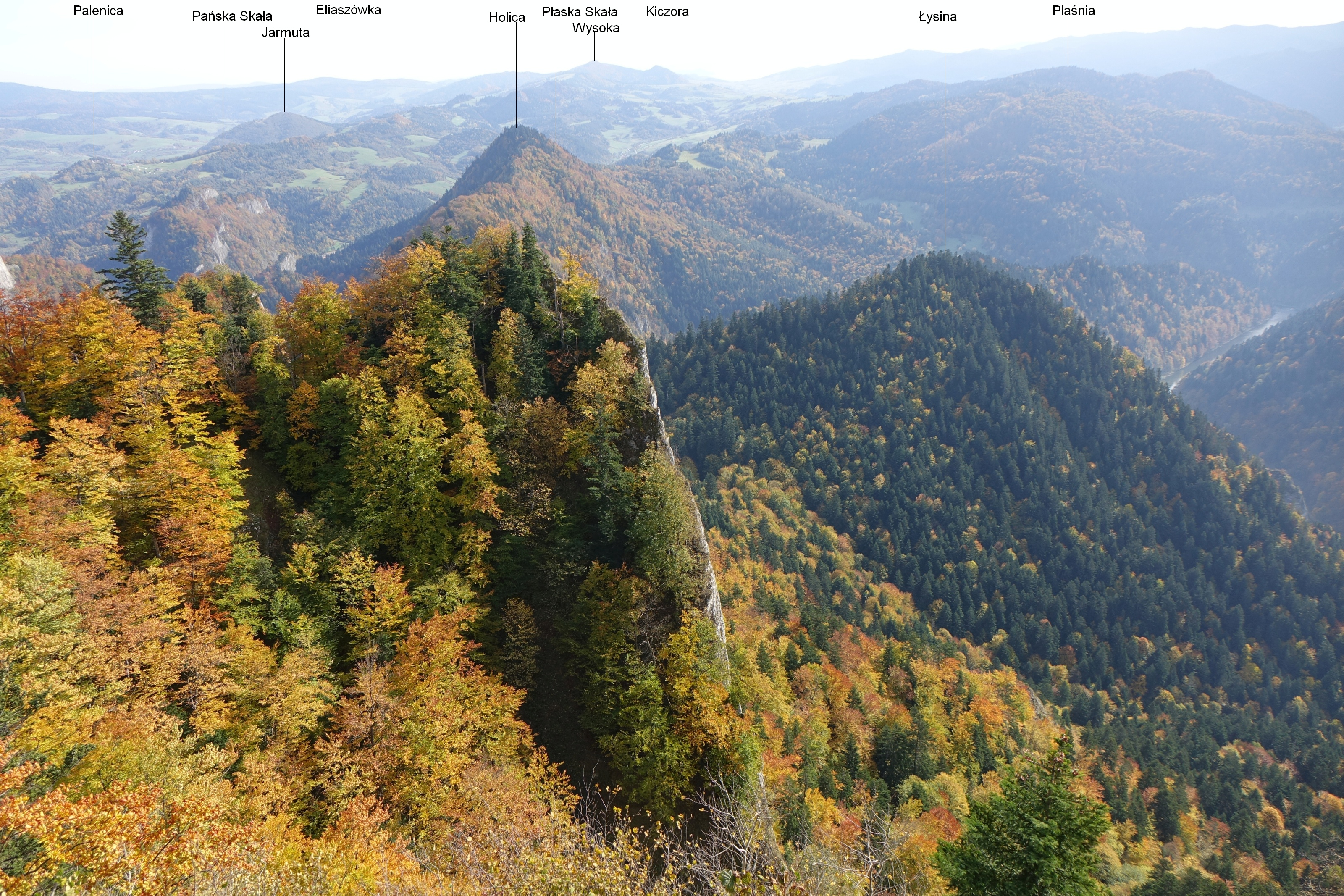
Widok z Trzech Koron na górną część doliny Huta

Huta – dolina w słowackiej części Pienin Właściwych (Grupa Golicy), wcinająca się pomiędzy masywy Golicy i Płaśni. Opada spod przełęczy Limierz (słow. Targov, 677 m) w kierunku zachodnim do Dunajca. W wylocie doliny przy Drodze Pienińskiej jest polana Huta, na której dawniej istniała huta szkła, obecnie w wylocie doliny przy Drodze Pienińskiej jest wiata dla turystów i skrzyżowanie szlaków turystycznych. Od Drogi Pienińskiej odbiega tu na wschód żółty szlak turystyczny przez przełęcz Limierz do Leśnicy. Dnem doliny wzdłuż szlaku turystycznego spływa niewielki potok uchodzący do Dunajca. Dolina jest całkowicie porośnięta lasem. Po prawej szczyt Barsztyg (675 m) będący wschodnim zakończeniem grzbietu Płaśni. Górna część doliny Huty to polany z widokiem na Trzy Korony.

## Szlaki turystyki pieszej
Droga Pienińska ze Szczawnicy do Czerwonego Klasztoru. Odległość 9,7 km, suma podejść 460 m, suma zejść 440 m, czas przejścia 3 godz 10 min w jedną stronę,
 Huta, rozdroże – przełęcz Limierz. 2,1 km, suma podejść 225 m, czas przejścia 45 min, z powrotem 35 min.